# Eleições na Argentina
As Eleições na Argentina ocorrem no sistema a duas voltas. São eleitos ocupantes para os cargos de Presidente, senadores e deputados. 

## Sistema de votação
Os eleitores argentinos escolhem seus representantes por meio de cédulas de papel. Ao chegarem na seção eleitoral, eles são encaminhados a uma sala de votação (também conhecida como sala escura), onde ficam disponíveis cédulas de cada coalizão eleitoral, semelhantes aos "santinhos". As cédulas contém fotos e informações de todos os candidatos de determinada coalizão. Se o eleitor quiser votar em todos os candidatos de uma coalizão, ele deve inserir toda a cédula em um envelope e depositar em uma urna. No entanto, se os seus escolhidos forem de diferentes coalizões, é necessário recortar a parte da cédula com o candidato escolhido.

### Executivo
Presidente e vice-presidente são eleitos, na mesma chapa, para mandato de quatro anos. Até as eleições de 1995, estes eram apontados por um colégio eleitoral.

### Legislativo
O Congresso da Nação é composto pelo Senado (câmara alta) e pela Câmara de Deputados (câmara baixa). Os 257 deputados são eleitos para mandato de quatro anos através do sistema de representação proporcional. Através do método D'Hondt, metade dos assentos são colocados em disputa a cada dois anos.   
Os 72 senadores são eleitos para mandato de seis anos. Dois assentos são reservados ao maior partido ou coalizão, enquanto um assento para o segundo maior. Somente em 2001, todos os assentos do Senado foram postos à eleição. 

## História

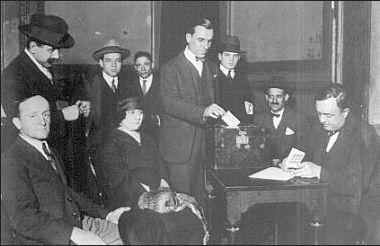
Eleitores votando nas eleições legislativas de 1924.

O voto universal, secreto e obrigatório para os cidadãos argentinos do sexo masculino, nativos ou naturalizados, foi garantido em 1912 pela Lei Sáenz Peña, que leva o nome do presidente Roque Sáenz Peña.
As primeiras eleições livres sob o regime de Sáenz Peña foram realizadas em 1916, mulheres não tinham o direito de votar na Argentina até 1947, quando a Lei 13.010 ("sobre os direitos políticos das mulheres") foi sancionada durante o governo de Juan Domingo Perón. mulheres votaram pela primeira vez em uma eleição nacional em 1951.  
Ao longo do século 20, a votação foi suprimida pelos numerosos regimes ditatoriais da Argentina. As ditaduras de José Félix Uriburu (1930-1932) e as chamadas Revolución Libertadora e Revolución Argentina, bem como a última ditadura militar (1976-1983), todas suprimiram a votação. Além disso, a fraude eleitoral foi generalizada sob os sucessivos governos da chamada Década Infame. Desde o retorno da democracia em 1983 , as eleições argentinas foram geralmente consideradas livres, justas e transparentes, e os níveis de participação permanecem altos, com uma média de 70,24% em 2019. 
Em 2012, a Lei 26.774 ("sobre a cidadania argentina") reduziu a idade legal para votar para cidadãos argentinos de 18 para 16, tornando a Argentina um dos doze países no mundo a fazê-lo.

## Elegível para votar
O direito de voto está previsto no Artigo 37 da Constituição da Argentina  e mais detalhadamente no Código Eleitoral Nacional. Os cidadãos argentinos natos e os cidadãos com descendência com 16 anos ou mais têm direito ao voto, enquanto os cidadãos naturalizados podem votar a partir dos 18 anos (ver lei da nacionalidade argentina ). Os residentes permanentes não cidadãos não têm o direito de votar para cargos nacionais, mas podem ser autorizados a votar para cargos locais conforme estabelecido pela lei provincial. O direito de voto não se estende a:  
- o mentalmente incapaz (como demonstrado no julgamento),
- aqueles que tenham sido condenados por crimes com intenção ,
- aqueles que foram condenados por jogo ilegal (por apenas três anos, e por seis anos em casos de reincidência ),
- aqueles que foram sancionados por qualificada deserção ,
- aqueles que foram declarados rebeldes em uma causa criminosa, até o fim da referida rebelião, ou até a prescrição,
- aqueles que são limitados pelas disposições da Lei Orgânica dos Partidos Políticos,
- aqueles que de outra forma foram declarados incapazes de exercer seus direitos políticos.

Os cidadãos argentinos que vivem no exterior podem votar nas embaixadas e consulados da Argentina.